# Dom Tornwaldta w Gdańsku
Dom Tornwaldta – zabytkowy budynek w Gdańsku. Mieści się przy Nowych Ogrodach.

## Historia
Obiekt został zbudowany w latach 1892–1893 przez firmę Hermana Prochnowa. Pierwszym właścicielem był laryngolog Gustaw Ludwik Tornwaldt. W czasie I wojny światowej w budynku mieściła się Królewsko-Pruska Komendantura Twierdzy Gdańsk. Po powstaniu Wolnego Miasta Gdańsk należał do Polski. Miały w nim siedzibę Klub Polski, Naczelny Inspektorat Ceł i od 1932 roku Polski Klub Morski. Podczas II wojny światowej ponownie komendantura niemieckiego wojska.
Po wojnie utworzono w budynku internat. W 1960 obiekt włączono do zespołu Szpitala Wojewódzkiego. Pozostawał częścią szpitala do 2006, kiedy to miasto przejęło obiekt od Urzędu Marszałkowskiego. Podczas remontu w 2007 roku wewnątrz odkryto napis z 1935 roku, pozostawiony przez późniejszego obrońcę Westerplatte, Władysława Deika. W 2008 doszło do ponownej zmiany właściciela - miasto zamieniło się ze Skarbem Państwa na kamienicę przy Długim Targu. W latach 2011–2013 budynek ponownie wyremontowano, odnowiono m.in. fasadę. Współcześnie jest zarządzana przez Sąd Apelacyjny w Gdańsku.